# Нифонт (архиепископ Новгородский)
Епископ Нифонт (ум. в 1156 году) — епископ Новгородский, автор ответов на вопросы Кирика Новгородца (отражены в «Вопрошании Кириковом»). Канонизирован на втором Макарьевском соборе 1549 года в лике святителей. Память совершается 8 апреля (по юлианскому календарю) и в Соборе Псковских святых.
Нифонт принял монашеский постриг в Киево-Печерском монастыре. В 1130 (1131) году был возведён на Новгородскую кафедру, епископская хиротония состоялась в Киеве. В 1135 году Нифонт прекратил вражду между киевлянами и черниговцами, обратившись к князьям с увещеванием.
Нифонт не признал Климента Смолятича, поставленного в 1147 году на Киевскую митрополичью кафедру по инициативе великого князя Изяслава II Мстиславича без санкции патриарха Константинопольского. Изяславом был заключён в Киево-Печерский монастырь; вернулся на свою кафедру после захвата Киева Юрием Долгоруким в 1149 году. За свою приверженность Константинополю Нифонт получил от патриарха Николая IV грамоту, в которой последний сравнивал Нифонта со святыми отцами древности, отстаивавшими интересы христианства. Получил от патриарха титул архиепископа, что давало ему автономию от митрополита Киевского.
Во Пскове Нифонт основал Мирожский монастырь, в Новгороде он украсил Софийский собор, в Ладоге построил церковь святого Климента.
Поехав в 1156 году встречать в Киев законного митрополита Константина, Нифонт остановился в Киево-Печерском монастыре, где скончался после непродолжительной болезни. Был погребён в Феодосиевых пещерах, а затем его мощи перенесли в Ближние Антониевы пещеры.